# Hitler: Los últimos diez días
Hitler: los últimos diez días (Hitler: The Last Ten Days) es una película de 1973 que muestra los días previos al suicidio de Adolf Hitler. Está protagonizada por Alec Guinness y Simon Ward. La música original fue compuesta por Mischa Spoliansky. Se basa en los últimos días del libro de Hitler: un relato de un testigo, escrito por Gerhard Boldt, un sobreviviente de la Führerbunker. Lugar de filmación de la película incluye los estudios DiLaurentiis en Roma y algunas partes de Inglaterra: la introducción es presentada por Alistair Cooke.

## Sinopsis
La película comienza con el 56.º cumpleaños de Hitler el 20 de abril de 1945, y termina 10 días después, con su suicidio el 30 de abril.

## Reparto
- Alec Guinness[2] - Adolf Hitler
- Simon Ward[2] - Capitán Hoffman
- Adolfo Celi[2] - General Hans Krebs
- Diane Cilento[2] - Hanna Reitsch
- Gabriele Ferzetti[2] - Mariscal de campo Wilhelm Keitel
- Eric Porter - General von Greim
- Doris Kunstmann[2] - Eva Braun
- Joss Ackland - General Wilhelm Burgdorf
- John Bennett - Joseph Goebbels
- John Barron - Dr. Stumpfegger
- Barbara Jefford - Magda Goebbels
- Sheila Gish - Frau Christian
- Julian Glover - Gruppenführer Hermann Fegelein
- Michael Goodliffe - General Helmut Weidling
- Mark Kingston - Martin Bormann